# Gaspard Coignet de La Thuilerie
Gaspard Coignet de la Tuillerie, född 1594, död 1653, var en fransk diplomat som tjänstgjorde vid Ludvig XIII:s hov. Han var ambassadör i Nederländerna och sändes 1644 till Skandinavien för att medla i det krig, som hade utbrutit mellan Sverige och Danmark året innan. Därmed var han en av de huvudansvariga för att freden i Brömsebro kom till stånd den 13 augusti 1645. Han återvände 1646 till sin post som ambassadör i Nederländerna där han stannade till 1648.